# QDevelop
QDevelop是一个致力于 Qt4 开发的跨平台集成开发环境。QDevelop 依赖 Qt4 ,MinGW（仅在Windows下需要）,gdb（用于调试）,ctags（用于代码补全）等软件包。QDevelop目前支持英语，法语，德语，荷兰语和俄语。

## 特性
- 跨平台：支持Linux,Windows2000/XP/Vista
- 自带Qt工程模板，无需配置
- 支持读写QMake生成的.pro项目文件（并不是完全兼容）
- 支持各种主流集成开发环境的常用功能
- 免费
- 开放源代码